# Film+ 2
A Film+ 2 az RTL Magyarország 2008 és 2017 között működött filmcsatornája volt.
A csatorna hangja 2008-tól 2010-ig Valkó Eszter, majd 2010-től 2017-ig Tarján Péter, a Film+ csatornahangja volt.
A csatorna reklámidejét mindvégig az R-time értékesítette.

## Története
A csatorna indulását 2007 augusztusában jelentette be az akkori tulajdonosa, az IKO Media Group, amikor a román CNA engedélyezte a társaságnak egy új csatorna elindítását. A Film+ 2 nevet (sok más csatornáéval együtt) ebben az évben védették le. Akkor már nyilvánvaló volt, hogy a Film+-nak is indul egy második csatornája (hasonlóan az HBO 2003-ban indult második csatornájához).
Az előzetes tervek szerint a csatorna 2007 novemberében indult volna. Az indulás végleges időpontját 2008. március 27-én jelentették be.
2008. április 2-án - a Poén!-nal, a Sorozat+-szal és a Reflektor TV-vel együtt - kezdte meg sugárzását. Kezdetben az arculata eltért a Film+-étól, a logója azonban megegyezett (rózsaszínnel, benne egy 2-es számmal), a logót pedig másnap levédették.
2008. szeptember 15-én - a Film+-szal együtt - volt a csatorna első arculatváltása. Az új arculat és logó megegyezett a Film+-éval, de rózsaszínnel, és a zenék is eltértek. Az arculatot a Punga TV tervezte.
2010. március 3-án a Film+-szal együtt szürkítették az on-screen logót is.
2011. május 27-én az IKO bejelentette az újabb arculatváltást, ekkor vezették be az üvegtörős arculatot is. A közlemény:
„A Film+ és a Film+ 2 együttese teszi teljessé az IKO kábelcsoport filmcsatorna portfólióját és hogy ezt az egységet még egyértelműbbé tegyük nézőink számára, 2011. május 27-én, pénteken 21:05-től mindkét csatornán egyszerre vezetjük be az új, nemzetközi filmcsatornákkal is versenyképes képernyős arculatunkat. Így küllemében is egy modern és energikus csatorna-páros nyújt majd választási lehetőséget a férfias illetve nőies-családias tartalomra vágyó nézőknek.”
2011. július 28-án másik 6 IKO-s csatornával együtt megvásárolta a luxemburgi székhelyű RTL Csoport.
2012. december 18-án a Coollal és a Film+-szal együtt szélesvászonra váltott.
2014. december 1-jén 07:02-kor volt a csatorna utolsó arculatváltása. 2015. újév napjától székhelye Luxemburg volt, majd az év március 16-tól a többi RTL-es csatornával együtt az új székhely ellenére a magyar korhatárkarikákat használta.
2016. november 1-től a UPC Direct kínálatába is bekerült, majd az év december 1-től a DIGI analóg kínálatában is elérhetővé vált.
2017. május 29-én jelentették be a csatorna megszűnését. Helyét 2017. július 3-tól a - szintén az RTL Magyarország portfóliójába tartozó - RTL Gold vette át, mely a Film+ 2-höz képest már egy teljesen más programstruktúrával rendelkezik. Bizonyos hírek szerint 2016. november 30-án szűnt volna meg, helyét az RTL Spike vette volna át. Ezen állítás azonban téves, hiszen az a ViacomCBS csatornája volt, az „RTL” nevet csak a licenc alapján használták, így az RTL Magyarországhoz hivatalosan nem volt semmi köze.

## Műsorstruktúra
A Film+ társcsatornája eredetileg nőknek sugárzott vígjátékokat, romantikus filmeket és drámákat, majd később leginkább kevésbé ismert vagy kultikusnak számító filmeket tűzött műsorára.
Ezek mellett a Film+-on egykor látható filmeket is műsorra tűzte, mint például A múlt nyomában, Ördögi út a boldogsághoz, Szent Johanna, Harrison Bergeron, Esküvő monszun idején stb.
A csatorna főként a 20th Century Studios, a Columbia Pictures, a Gaumont, a Paramount Pictures és a Warner Bros. filmjeit tűzte műsorra.